# 1957년 대한민국의 영화 목록
다음은 1957년에 제작된 대한민국의 영화 목록이다.

## 목록
- 《가거라 슬픔이여》
- 《그 여자의 일생》
- 《김삿갓》
- 《나그네 설움》
- 《나는 너를 싫어한다》
- 《다정도 병이런가》
- 《대춘향전》
- 《마인》
- 《배뱅이굿》
- 《봉이 김선달》
- 《사랑》
- 《산유화》
- 《산적의 딸》
- 《선화공주》
- 《속 자유부인》
- 《시집가는 날》
- 《실락원의 별》
- 《애원의 고백》
- 《여성 전선》
- 《운명의 여인》
- 《인생 화보》
- 《잃어버린 청춘》
- 《잊을 수 없는 사람들》
- 《전후파》
- 《찔레꽃》
- 《처와 애인》
- 《천지유정》
- 《청실홍실》
- 《풍운의 궁전》
- 《항구의 일야》
- 《황진이》
- 《황혼열차》

## 참고자료
- KOFIC 영화데이터베이스